# Bēl-šimānni
Bēl-šimānni war ein babylonischer Rebell und Usurpator, der sich gegen die persische Oberherrschaft unter Xerxes I. auflehnte und sich 484 v. Chr. zumindest in Borsippa und Dilbat zum König von Babylonien krönte. Wie auch bereits bei Šamaš-eribas scheiterte sein Usurpationsversuch rasch.